# Огнен горицвет
Огненият горицвет (Adonis flammea) е вид растение от семейство Лютикови (Ranunculaceae).